# Rajd Polski 2007
Rajd Polski 2007 (Platinum 64. Rajd Polski) to kolejna, 64 edycja rajdu samochodowego Rajd Polski rozgrywanego w Polsce. Rozgrywany był od 8 do 10 czerwca 2007 roku. Bazą rajdu była miejscowość Mikołajki. Rajd był czwartą rundą Rajdowych Mistrzostw Europy w roku 2007, a także trzecią rundą Rajdowych Samochodowych Mistrzostw Polski w roku 2007. Składał się z 13 odcinków specjalnych (OS).

## Zwycięzcy odcinków specjalnych[3]
| Dzień      | Numer odcinka | Nazwa odcinka | Długość  | Zwycięzca odcinka                               | Nr Sam.                                         | Samochód                                        | Czas                                            | Śr. pr.                                         | Lider rajdu                        |
| ---------- | ------------- | ------------- | -------- | ----------------------------------------------- | ----------------------------------------------- | ----------------------------------------------- | ----------------------------------------------- | ----------------------------------------------- | ---------------------------------- |
| 8 czerwca  | OS1           | Mikołajki SSS | 1,68 km  | Michał Sołowow Maciej Baran                     | 4                                               | Mitsubishi Lancer EVO IX                        | 1:00.4                                          | 100.1 km/h                                      | Michał Sołowow Maciej Baran        |
| 9 czerwca  | OS2           | Gawliki 1     | 28,65 km | Odcinek przerwany na skutek wypadku załogi nr 3 | Odcinek przerwany na skutek wypadku załogi nr 3 | Odcinek przerwany na skutek wypadku załogi nr 3 | Odcinek przerwany na skutek wypadku załogi nr 3 | Odcinek przerwany na skutek wypadku załogi nr 3 | Michał Sołowow Maciej Baran        |
| 9 czerwca  | OS3           | Wydminy 1     | 25,27 km | Krzysztof Hołowczyc Łukasz Kurzeja              | 8                                               | Subaru Impreza STi N12                          | 14:12.7                                         | 106.7 km/h                                      | Oscar Svedlund Björn Nilsson       |
| 9 czerwca  | OS4           | Miłki 1       | 20,41 km | Oscar Svedlund Björn Nilsson                    | 7                                               | Subaru Impreza STi N12                          | 11:20.9                                         | 107.9 km/h                                      | Oscar Svedlund Björn Nilsson       |
| 9 czerwca  | OS5           | Gawliki 2     | 28,65 km | Krzysztof Hołowczyc Łukasz Kurzeja              | 8                                               | Subaru Impreza STi N12                          | 16:26.4                                         | 104.6 km/h                                      | Krzysztof Hołowczyc Łukasz Kurzeja |
| 9 czerwca  | OS6           | Wydminy 2     | 25,27 km | Krzysztof Hołowczyc Łukasz Kurzeja              | 8                                               | Subaru Impreza STi N12                          | 13:58.5                                         | 108.5 km/h                                      | Krzysztof Hołowczyc Łukasz Kurzeja |
| 9 czerwca  | OS7           | Miłki 2       | 20,41 km | Krzysztof Hołowczyc Łukasz Kurzeja              | 8                                               | Subaru Impreza STi N12                          | 11:10.0                                         | 109.7 km/h                                      | Krzysztof Hołowczyc Łukasz Kurzeja |
| 10 czerwca | OS8           | Nowe Sady 1   | 20,26 km | Krzysztof Hołowczyc Łukasz Kurzeja              | 8                                               | Subaru Impreza STi N12                          | 11:29.1                                         | 105.8 km/h                                      | Krzysztof Hołowczyc Łukasz Kurzeja |
| 10 czerwca | OS9           | Tros 1        | 14,66 km | Oscar Svedlund Björn Nilsson                    | 7                                               | Subaru Impreza STi N12                          | 8:07.8                                          | 108.2 km/h                                      | Krzysztof Hołowczyc Łukasz Kurzeja |
| 10 czerwca | OS10          | Paprotki 1    | 29,74 km | Krzysztof Hołowczyc Łukasz Kurzeja              | 8                                               | Subaru Impreza STi N12                          | 16:09.5                                         | 110.4 km/h                                      | Krzysztof Hołowczyc Łukasz Kurzeja |
| 10 czerwca | OS11          | Nowe Sady 2   | 20,26 km | Bryan Bouffier Matthieu Baumel                  | 9                                               | Peugeot 207 S2000                               | 11:05.1                                         | 109.7 km/h                                      | Krzysztof Hołowczyc Łukasz Kurzeja |
| 10 czerwca | OS12          | Tros 2        | 14,66 km | Bryan Bouffier Matthieu Baumel                  | 9                                               | Peugeot 207 S2000                               | 7:56.1                                          | 110.9 km/h                                      | Krzysztof Hołowczyc Łukasz Kurzeja |
| 10 czerwca | OS13          | Paprotki 2    | 29,74 km | Bryan Bouffier Matthieu Baumel                  | 9                                               | Peugeot 207 S2000                               | 15:59.5                                         | 111.6 km/h                                      | Oscar Svedlund Björn Nilsson       |

## Wyniki końcowe rajdu i RSMP[4]
| Miejsce | Kierowca              | Pilot              | Samochód                    | Czas      | Strata  |
| ------- | --------------------- | ------------------ | --------------------------- | --------- | ------- |
| 1       | Oscar Svedlund        | Björn Nilsson      | Subaru Impreza STi N12      | 2:36:44.2 | -       |
| 2       | Krzysztof Hołowczyc   | Łukasz Kurzeja     | Subaru Impreza STi N12      | 2:37:28.0 | +43.8   |
| 3       | Renato Travaglia      | Simone Scattolin   | Mitsubishi Lancer EVO IX    | 2:39:21.1 | +2:36.9 |
| 4       | Zbigniew Staniszewski | Bartłomiej Boba    | Mitsubishi Lancer EVO IX    | 2:39:48.0 | +3:03.8 |
| 5       | Bryan Bouffier        | Matthieu Baumel    | Peugeot 207 S2000           | 2:40:02.0 | +3:17.8 |
| 6       | Sebastian Frycz       | Jacek Rathe        | Subaru Impreza STi N12      | 2:40:08.1 | +3:23.9 |
| 7       | Zbigniew Gabryś       | Artur Natkaniec    | Mitsubishi Lancer EVO IX    | 2:40:11.5 | +3:27.3 |
| 8       | Stefan Karnabal       | Michał Kuśnierz    | Mitsubishi Lancer EVO IX    | 2:40:46.2 | +4:02.0 |
| 9       | Michał Kościuszko     | Maciej Szczepaniak | Mitsubishi Lancer EVO IX    | 2:41:21.2 | +4:37.0 |
| 10      | Tomasz Kuchar         | Jakub Gerber       | Subaru Impreza STi N12 (N4) | 2:41:23.7 | +4:39.5 |

## Klasyfikacja ERC[5]
| Miejsce | Kierowca          | Pilot            | Samochód                       | Czas      | Strata   |
| ------- | ----------------- | ---------------- | ------------------------------ | --------- | -------- |
| 1       | Renato Travaglia  | Simone Scattolin | Mitsubishi Lancer Evo IX       | 2:39:21.1 | -        |
| 2       | Michał Sołowow    | Maciej Baran     | Mitsubishi Lancer Evo IX       | 2:42:08.3 | +2:47.2  |
| 3       | Volkan Isik       | Kaan Özsenler    | Fiat Grande Punto Abarth S2000 | 2:45:08.0 | +5:46.9  |
| 4       | Antonín Tlusťák   | Vlastimil Dědic  | Citroën Saxo Kit Car           | 2:57:13.7 | +17:52.6 |
| 5       | Tomasz Czopik     | Glib Zagoriy     | Volkswagen Polo S2000 MK4      | 2:59:38.2 | +20:17.1 |
| 6       | Simon Jean-Joseph | Jack Boyere      | Citroën C2 R2                  | 3:04:29.6 | +25:08.5 |